# متحف دهوك الوطني
متحف دهوك الوطني أو متحف دهوك للآثار هو متحف وطني يَقع بجوار بارك بارزاني الخالد ويضم مجاميع من الآثار التي يتراوح تاريخها بين العصور الحجرية والعصر الإسلامي، يضم المَتحف أكثر من 1000 قطعة أثرية، ويتبع المتحف النظام الأمريكي والذي يعد الأول من نوعه على مستوى الشرق الأوسط، من ناحية قاعدة البيانات، فضلاً عن كونه متطور جداً من ناحية الإضاءة والديكور.

## الإفتتاح
بحضور محافظ دهوك تمر رمضان وعدد من المسؤولين الإداريين، أفتتح متحف دهوك الوطني للآثار والذي يضم في أروقته أكثر من ألف قطعة أثرية تعكس تأريخ حضارة كوردستان عبر العصور المختلفة.